# Lissonota gibboclypeata
Lissonota gibboclypeata là một loài tò vò trong họ Ichneumonidae.